# Entalpie standard de reacție
Entalpia standard de reacție (notată {\displaystyle \Delta _{\text{r}}H^{\ominus }} sau {\displaystyle \Delta H_{\text{reactie}}^{\ominus }}) pentru o anumită reacție chimică este diferența dintre entalpiile molare totale ale reactanților și produșilor de reacție, calculate pentru substanțe în stare standard. Această valoare poate fi utilizată pentru a prezice energia de legare totală eliberată în timpul reacției.
Pentru o reacție chimică generică de tipul:
{\displaystyle \nu _{\text{A}}{\text{A}}+\nu _{\,{\text{B}}}{\text{B}}~+~...\rightarrow \nu _{\,{\text{X}}}{\text{X}}+\nu _{\text{Y}}{\text{Y}}~+~...}
entalpia standard de reacție {\displaystyle \Delta _{\text{rxn}}H^{\ominus }} este descrisă pe baza entalpiei standard de formare {\displaystyle \Delta _{\text{f}}H^{\ominus }} pentru reactanți și produși de reacție:
{\displaystyle \Delta _{\text{r}}H^{\ominus }=\sum _{produsi,~p}\nu _{p}\Delta _{\text{f}}H_{p}^{\ominus }-\sum _{reactanti,~r}\nu _{r}\Delta _{\text{f}}H_{r}^{\ominus }}
Notațiile {\displaystyle \nu _{p}} și {\displaystyle \nu _{r}} reprezintă coeficienții stoechiometrici ai produșilor {\displaystyle p} și ai reactanților {\displaystyle r}.